# Amikeca Reto
La Amikeca Reto ("rete di amicizie", in lingua esperanto) è un movimento nato nel 1987 in seno alla Sennacieca Asocio Tutmonda, ed è affiliato al Pasporta Servo. Si differenzia da questo in quanto pone l'accento sulla collaborazione, e l'amicizia appunto, nonché all'alloggiamento gratuito fra membri. Cioè mentre il Pasporta Servo è nato in primo luogo per la promozione dell'Esperanto, la Amikeca Reto, secondo quanto scritto nel proprio sito, è prima di tutto uno strumento per l'ospitalità.